# Ломакін Андрій В'ячеславович
Андрій Ломакін (рос. Андрей Ломакин, нар. 3 квітня 1964, Воскресенськ — пом. 9 грудня 2006, Детройт) — радянський хокеїст, що грав на позиції крайнього нападника. Грав за збірну команду СРСР.

## Біографія
Професійну хокейну кар'єру розпочав 1981 року.
1991 року був обраний на драфті НХЛ під 138-м загальним номером командою «Філадельфія Флаєрс».
Протягом професійної клубної ігрової кар'єри, що тривала 17 років, захищав кольори команд «Хімік» (Воскресенськ), «Динамо» (Москва), «Філадельфія Флаєрс»,  «Флорида Пантерс»,  «Фрібур-Готтерон», «Айсберен Берлін» та «Франкфурт Лайонс».
Виступав за збірну СРСР, провів 32 гри в її складі.
Після завершення ігрової кар'єри працював дитячим тренером у Детройті (США).
Після тривалої хвороби (злоякісної пухлини) помер 9 грудня 2006 року.

## Статистика

### Клубні виступи
| Сезон        | Клуб                   | Ліга         | Регулярний сезон | Регулярний сезон | Регулярний сезон | Регулярний сезон | Регулярний сезон | Плей-оф | Плей-оф | Плей-оф | Плей-оф | Плей-оф |
| Сезон        | Клуб                   | Ліга         | І                | Г                | П                | О                | ШХ               | І       | Г       | П       | О       | ШХ      |
| ------------ | ---------------------- | ------------ | ---------------- | ---------------- | ---------------- | ---------------- | ---------------- | ------- | ------- | ------- | ------- | ------- |
| 1982-83      | «Хімік» (Воскресенськ) | СРСР         | 6                | 15               | 8                | 23               | 32               |         |         |         |         |         |
| 1983-84      | «Хімік» (Воскресенськ) | СРСР         | 44               | 10               | 8                | 18               | 26               |         |         |         |         |         |
| 1984-85      | «Хімік» (Воскресенськ) | СРСР         | 52               | 13               | 10               | 23               | 24               |         |         |         |         |         |
| 1985-86      | «Динамо» (Москва)      | СРСР         |                  |                  |                  |                  |                  |         |         |         |         |         |
| 1986-87      | «Динамо» (Москва)      | СРСР         | 40               | 15               | 14               | 29               | 30               |         |         |         |         |         |
| 1987-88      | «Динамо» (Москва)      | СРСР         | 45               | 10               | 15               | 25               | 24               |         |         |         |         |         |
| 1988-89      | «Динамо» (Москва)      | СРСР         | 44               | 9                | 16               | 25               | 22               |         |         |         |         |         |
| 1989-90      | «Динамо» (Москва)      | СРСР         | 48               | 11               | 15               | 26               | 36               |         |         |         |         |         |
| 1990-91      | «Динамо» (Москва)      | СРСР         | 45               | 16               | 17               | 33               | 22               |         |         |         |         |         |
| 1991-92      | «Динамо» (Москва)      | СРСР         | 2                | 1                | 3                | 4                | 2                |         |         |         |         |         |
| 1991-92      | «Філадельфія Флаєрс»   | НХЛ          | 57               | 14               | 16               | 30               | 26               | --      | --      | --      | --      | --      |
| 1992-93      | «Філадельфія Флаєрс»   | НХЛ          | 51               | 8                | 12               | 20               | 34               | --      | --      | --      | --      | --      |
| 1993-94      | «Флорида Пантерс»      | НХЛ          | 76               | 19               | 28               | 47               | 26               | --      | --      | --      | --      | --      |
| 1994-95      | «Флорида Пантерс»      | НХЛ          | 31               | 1                | 6                | 7                | 6                | --      | --      | --      | --      | --      |
| 1995-96      | «Фрібур-Готтерон»      | ЧШ           | 8                | 3                | 3                | 6                | 10               | 4       | 0       | 5       | 5       | 4       |
| 1995-96      | «Айсберен Берлін»      | ДХЛ          | 26               | 21               | 14               | 35               | 30               |         |         |         |         |         |
| 1996-97      | «Айсберен Берлін»      | ДХЛ          | 30               | 7                | 8                | 15               | 10               |         |         |         |         |         |
| 1996-97      | «Франкфурт Лайонс»     | ДХЛ          | 12               | 3                | 4                | 7                | 10               | 3       | 0       | 0       | 0       | 0       |
| Усього в НХЛ | Усього в НХЛ           | Усього в НХЛ | 215              | 42               | 62               | 104              | 92               |         |         |         |         |         |

### Збірна
| Рік                | Команда            | Турнір             | Місце              |    | І | Г  | П  | О  | ШХ |
| ------------------ | ------------------ | ------------------ | ------------------ | -- | - | -- | -- | -- | -- |
| 1984               | СРСР               | МЧС                | 1                  | 7  | 5 | 5  | 10 | 2  |    |
| 1987               | СРСР               | КК                 | 2                  | 9  | 2 | 4  | 6  | 10 |    |
| 1988               | СРСР               | ОІ                 | 1                  | 8  | 1 | 3  | 4  | 2  |    |
| 1991               | СРСР               | ЧС                 | 3                  | 10 | 3 | 3  | 6  | 4  |    |
| 1991               | СРСР               | КК                 | 5-е                | 5  | 0 | 2  | 2  | 0  |    |
| Національна збірна | Національна збірна | Національна збірна | Національна збірна | 32 | 6 | 12 | 18 | 16 |    |